# Rover SD1

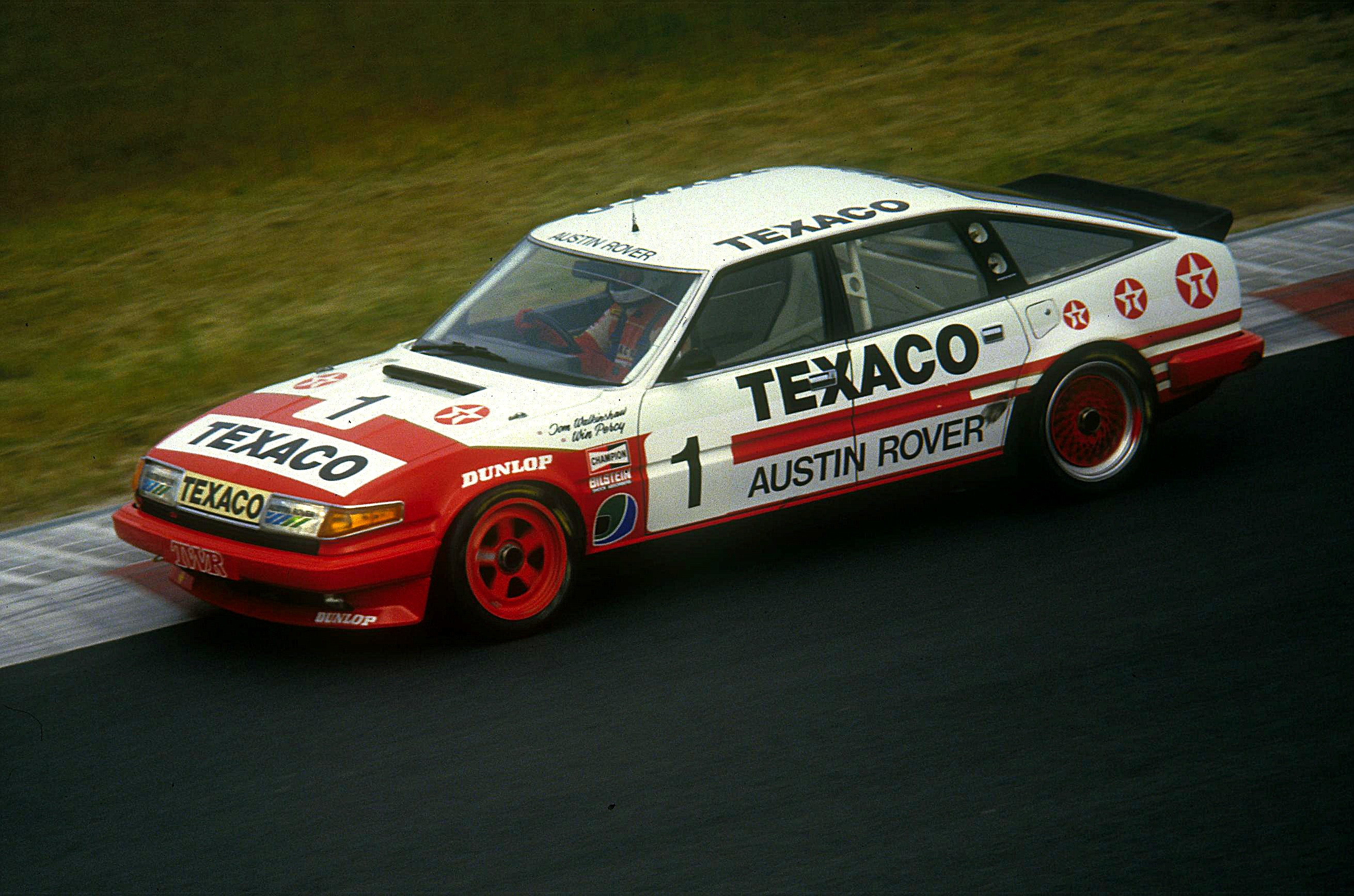
Rover Vitesse i standardbilsracing 1985.

Rover SD1 är kodnamnet för en serie personbilar tillverkade av den brittiska biltillverkaren Rover mellan 1976 och 1987.

## Bakgrund
Sedan British Leyland Motor Corporation bildats 1968, påbörjades snart arbetet med att ta fram en efterträdare till Rover P6 och Triumph 2000/2500. De båda företagens konstruktionsteam jobbade med varsin modell, men 1971 valde ledningen att satsa på Rovers förslag och att den nya bilen skulle bära Rover-namnet. Rover och Triumph bildade BLMC:s Special Division och namnet SD1 betydde att det var divisionens första konstruktion.
Den nya bilen var enklare och billigare att tillverka än sina föregångare, med stel bakaxel och trumbromsar bak. Karossen fick en stor halvkombi-lucka och linjerna var inspirerade av Pininfarinas Ferrari Daytona och BMC Aerodinamica.

## Produktion
För att tillverka den nya bilen byggde BLMC ut Rover-fabriken i Solihull och efter förstatligandet 1975 fortsatte brittiska staten att pumpa in stora summor för att färdigställa den toppmoderna produktionsanläggningen.
SD1:an introducerades i juli 1976 som den V8-försedda Rover 3500. Ett drygt år senare tillkom de sexcylindriga 2300 och 2600. Bilen hälsades med stor entusiasm, främst i brittisk press och valdes till Årets bil 1977. Men de första hyllningarna övergick snart i skarp kritik, när det visade sig att den nya Rovern höll lika dålig byggkvalitet som övriga British Leyland-produkter. Även inredningen kritiserades för sina billiga plast-material, långt från den klubbatmosfär av trä och läder som förväntades i en exklusiv brittisk bil. Problemen var mest på grund av att bilen byggdes av ovana arbetare i en ny fabrik och berodde oftast ej på rena konstruktionsfel, varför senare årsmodeller håller betydligt högre kvalitet.
I slutet av 1981 flyttades tillverkningen till Morris-fabriken i Cowley. Samtidigt introducerades en ansiktslyft modell, med en inredning som bättre motsvarade Rovers traditioner. Två nya modeller presenterades också: den fyrcylindriga 2000 och dieseln 2400 SD Turbo. Året därpå kom den snabba Vitesse. Försäljningen i Sverige började bra men sjönk snart till försumbara nivåer, inte hjälpta av importörens vägran att reparera flagnande lack på tidiga bilar. 1979 kom 53 bilar till Sverige, följda av 44 året därpå och 24 under 1981. Det blev också det sista året som Rover SD1 importerades till Sverige.
I juli 1986 presenterades den Honda-baserade efterträdaren Rover 800. Produktionen av de största versionerna fortsatte dock till februari 1987, då Rover tillverkat 303 345 st SD1:or.

## Motor
De första bilarna såldes bara med Rovers aluminium-V8, som man köpt tillverkningsrätten till av Buick i mitten av sextiotalet.
Den sexcylindriga motorn hämtades från företrädaren Triumph 2000/2500, men den var grundligt moderniserad med bland annat överliggande kamaxel.
Med ansiktslyftet till 1982 års modell tillkom den fyrcylindriga O-motorn, en moderniserad version av BMC:s B-motor.
Turbodieseln, främst avsedd för europeiska exportmarknader, köptes från italienska VM Motori.
| Modell   | Årsmodell | Motor               | Cylindervolym | Effekt | Bränslesystem      |
| -------- | --------- | ------------------- | ------------- | ------ | ------------------ |
| 3500     | 1976-86   | 8-cyl V-motor ohv   | 3528 cm³      | 155 hk | Dubbla förgasare   |
| 2300     | 1978-87   | 6-cyl radmotor SOHC | 2350 cm³      | 125 hk | Dubbla förgasare   |
| 2600     | 1978-87   | 6-cyl radmotor SOHC | 2597 cm³      | 136 hk | Dubbla förgasare   |
| 2000     | 1982-86   | 4-cyl radmotor SOHC | 1993 cm³      | 101 hk | Enkel förgasare    |
| SD Turbo | 1982-86   | 4-cyl radmotor SOHC | 2393 cm³      | 92 hk  | Turbodiesel        |
| Vitesse  | 1983-87   | 8-cyl V-motor ohv   | 3528 cm³      | 193 hk | Bränsleinsprutning |